# Ajaikoemar Kali
Ajaikoemar Kali, ook wel geschreven als Adjaikoemar Kali, is een Surinaams bestuurder. Hij was districtscommissaris van Wanica-Zuidoost, Para (waarnemend) en Commewijne.

## Biografie
Kali werkte rond 2011 als districtssecretaris in Saramacca. In 2012 werd hij al eens genoemd als de opvolger van Lorieta Lingaard-Seenanan, als districtscommissaris (dc) van Kabalebo. Uiteindelijk werd dat echter Armand Jurel met voorafgaand als waarnemend-dc Roline Samsoedien.
In mei 2016 behoorde hij tot een nieuwe lichting die werd opgeleid tot dc. Vervolgens werd hij op 2 november tijdens een uitgebreide reshuffling door president Desi Bouterse in deze functie beëdigd. De dag erop werd de locatie bekend gemaakt, met hij en Audrey Hankers als dc-duo in Wanica-Zuidoost, met daarbij begeleiding van Samsoedien. Begin januari 2017 nam hij tijdelijk het bestuur waar in Para voor dc Armand Jurel.
Vervolgens werd hij in maart 2017 gereshuffeld naar de post van dc van Commewijne. Eind 2018 werd een tijd in de wandelgangen gesproken over een nieuwe verplaatsing voor Kali, met Nickerie  als nieuwe vestigingsplaats, maar medio november werd duidelijk dat hij zou blijven. Hij bleef aan in Commewijne tot enkele maanden na de verkiezingen van 2020. Hij werd opgevolgd door Mohamedsafiek Radjab.